# Choc7
Choc7 (chữ Hán phồn thể: 超克7; bính âm: Chao Ke Qi; Hán-Việt: Siêu Khắc Thất) là một nhóm nhạc nam của Đài Loan do A Bổn làm trưởng nhóm và là nhóm nhạc spin-off thứ hai của chương trình truyền hình tạp kỹ Đài Loan Mô phạm Bổng Bổng Đường (模范棒棒堂).

## Sự nghiệp
Một năm sau khi Bổng Bổng Đường được thành lập, Channel V đã sẵn sàng tạo ra nhóm nhạc hàng loạt thứ hai của chương trình tạp kỹ Bổng Bổng Đường. Sau một vòng của cuộc thi tạo ban nhạc, mười chàng trai được giữ lại.
Năm 2010, Mao Đệ và đồng thành viên Vị Ngư (吳俊諺) ký hợp đồng với công ty A Legend Star Entertainment, và tin đồn về sự tan rã của Choc7 được lan rộng. Tuy nhiên nó vẫn chưa được xác nhận từ năm 2012 đến nay.

## Các thành viên
| Thành viên                | Nghệ danh | Nghệ danh | Tên thật | Tên thật      | Tên thật      | Ngày sinh                 |
| Thành viên                | Chữ Hán   | Bính âm   | Chữ Hán  | Bính âm       | Hán-Việt      | Ngày sinh                 |
| ------------------------- | --------- | --------- | -------- | ------------- | ------------- | ------------------------- |
| A Bổn / Ben (Trưởng nhóm) | 阿本      | Ā Běn     | 翁瑞迪   | Wēn Gruì Dí   | Ông Thuỵ Địch | ngày 11 tháng 6 năm 1982  |
| Mao Đệ / Modi             | 毛弟      | Máo Dì    | 邱翊橙   | Qiū Yì Chéng  | khưu Vũ Thần  | ngày 10 tháng 10 năm 1990 |
| Vị Ngư / Gevin            | 鮪魚      | Wěi Yú    | 吳俊諺   | Wú Jùn Yàn    | Ngô Tấn Ngạn  | ngày 19 tháng 9 năm 1989  |
| Dã Thú / Vibo             | 野獸      | Yě Shòu   | 韦佳宏   | Wéi Jiā Hóng  | Vi Giai Hoành | ngày 10 tháng 9 năm 1990  |
| Lý Thuyên / Peter         | 李銓      | Li Quán   |          |               |               | ngày 9 tháng 6 năm 1990   |
| Tiểu Mã / Shawn           | 小馬      | Xiǎo Mǎ   | 簡翔棋   | Jiǎn Xiáng Qí | Giản Tường Kỳ | ngày 8 tháng 7 năm 1983   |
| Tiểu Lộc / Louis          | 小祿      | Xiǎo Lù   | 劉祿存   | Ryū Rokuson   | Lưu Lộc Tồn   | ngày 2 tháng 2 năm 1987   |